# Безпалько Іван Гнатович
Іва́н Гна́тович Безпа́лько (15 квітня 1924 — 3 квітня 1993) — радянський військовик, в роки Другої світової війни — командир відділення 172-го гвардійського артилерійського полку 57-ї гвардійської стрілецької дивізії 8-ї гвардійської армії, гвардії сержант. Повний кавалер ордена Слави.

## Життєпис
Народився в селі Павлинка, нині Іванівського району Одеської області, в селянській родині. Українець. Здобув неповну середню освіту, працював у колгоспі.
До лав РСЧА призваний Янівським РВК Одеської області 12 квітня 1944 року. У діючій армії з квітня того ж року. Воював на 3-му Українському та 1-му Білоруському фронтах.
31 січня 1945 року у бою за населений пункт Глайссен командир відділення 3-го стрілецького батальйону гвардії сержант І. Г. Безпалько одним з перших увірвався до населеного пункту, вогнем з автомата знищив 4 солдатів і гранатою підірвав автомобіль супротивника. Під час форсування річки Одер 3 лютого того ж року одним з перших переправився на лівий беріг і вогнем з автомата підтримував переправу стрілецьких підрозділів.
Під час боїв на Одерському плацдармі в районі міста Альт-Тухебанде протягом 22—24 березня 1945 року автоматник гвардії червоноармієць І. Г. Безпалько, відбиваючи наступ ворожої піхоти при підтримці танків, вогнем з автомата знищив 7 солдатів супротивника. Був поранений, але не залишив поле бою до його успішного завершення.
16 квітня 1945 року гвардії сержант І. Г. Безпалько одним з перших увірвався до міста Зелов. Наступного дня у вуличних боях знищив 7 і полонив 4 солдатів супротивника. 23 квітня під час форсування річки Шпрее у складі групи захоплення одним з перших переправився на західний беріг, зайняв рубіж у передмісті Берліна і відбивав контратаки ворога.
Після закінченні війни продовжив військову службу. У 1947 році був демобілізований. Протягом 1949—1951 років проходив понадстрокову військову службу. У 1951 році вийшов у запас.
Мешкав в Одесі, працював водієм-кранівником на автоскладальному заводі. Член КПРС з 1968 року.

## Нагороди
Нагороджений орденами Вітчизняної війни 1-го ступеня (11.03.1985), Слави 1-го (15.05.1946), 2-го (05.05.1945) та 3-го (23.02.1945) ступенів і медалями, у тому числі двома «За відвагу» (08.08.1944, 30.08.1944).